# ヴァッハウ渓谷
ヴァッハウ渓谷 (Wachau [vaˈxaʊ]) は、オーストリア北部のドナウ川下流地域に広がる景勝地である。南北の山脈に抱かれた36キロに及ぶ渓谷一帯が「ヴァッハウ渓谷の文化的景観」の名で、ユネスコの世界遺産に登録されている（ID970）。
一帯の農業は主にアンズとブドウの栽培で、ワインの醸造が盛んである。渓谷の両岸には古城や修道院が点在し、観光クルーズとして人気がある。ドナウ川流域には太古の人々が生活していた数多くの痕跡が残っているが、1909年にヴィレンドルフで発見された石像はその精緻さにおいては最上のものであり、「ヴィレンドルフのヴィーナス」と呼ばれている。また、この石像の存在は、太古のドナウ文明に女系中心の社会が存在したことをうかがわせる証左となっている。

## 世界遺産

### 登録基準
この世界遺産は世界遺産登録基準のうち、以下の条件を満たし、登録された（以下の基準は世界遺産センター公表の登録基準からの翻訳、引用である）。
- (2) ある期間を通じてまたはある文化圏において、建築、技術、記念碑的芸術、都市計画、景観デザインの発展に関し、人類の価値の重要な交流を示すもの。
- (4) 人類の歴史上重要な時代を例証する建築様式、建築物群、技術の集積または景観の優れた例。

## 主な見所
- メルク修道院
- シェーンビューヘル城
- アックシュタイン城
- ゲットヴァイク修道院